# 河上鄉

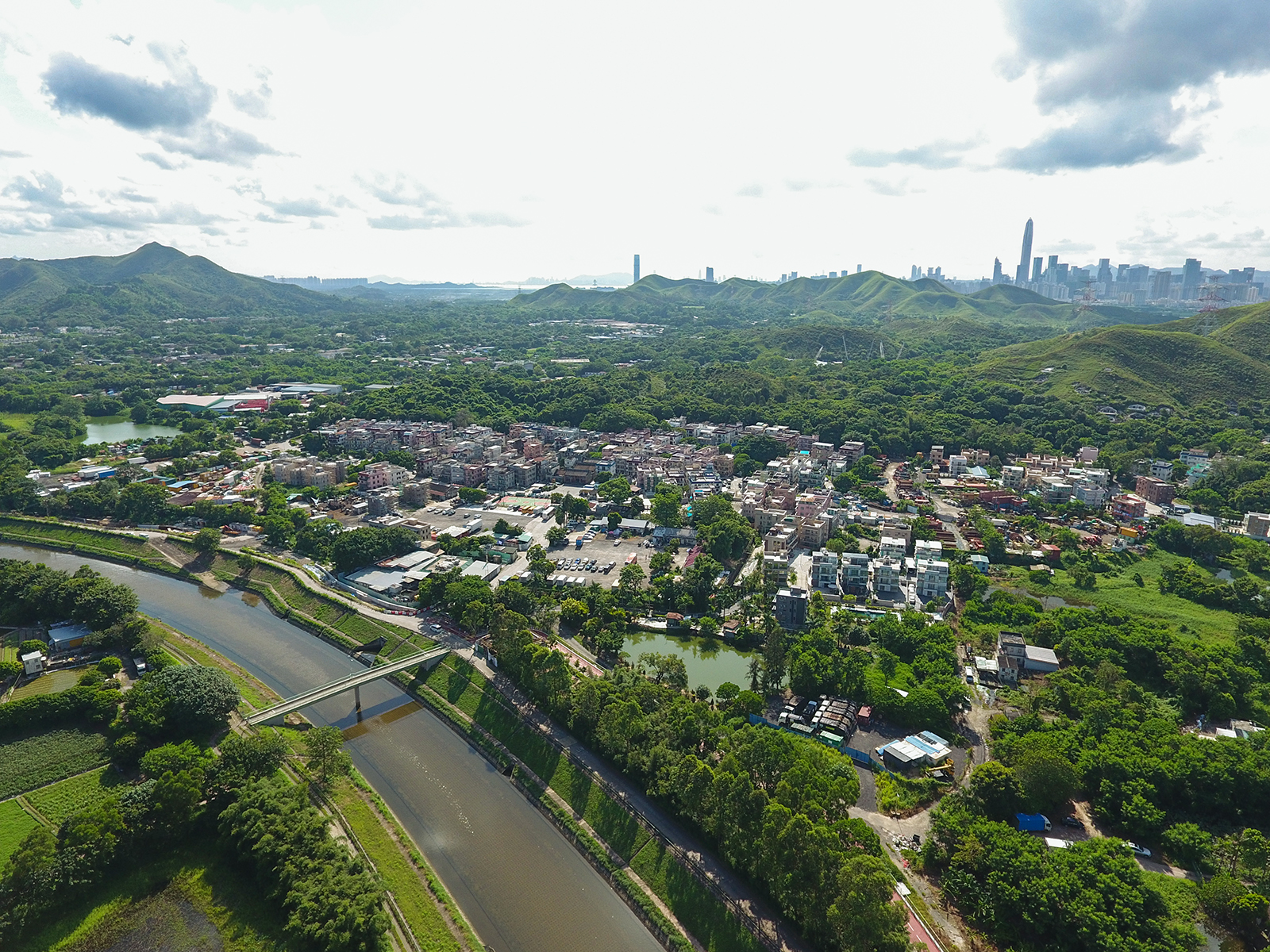
河上鄉

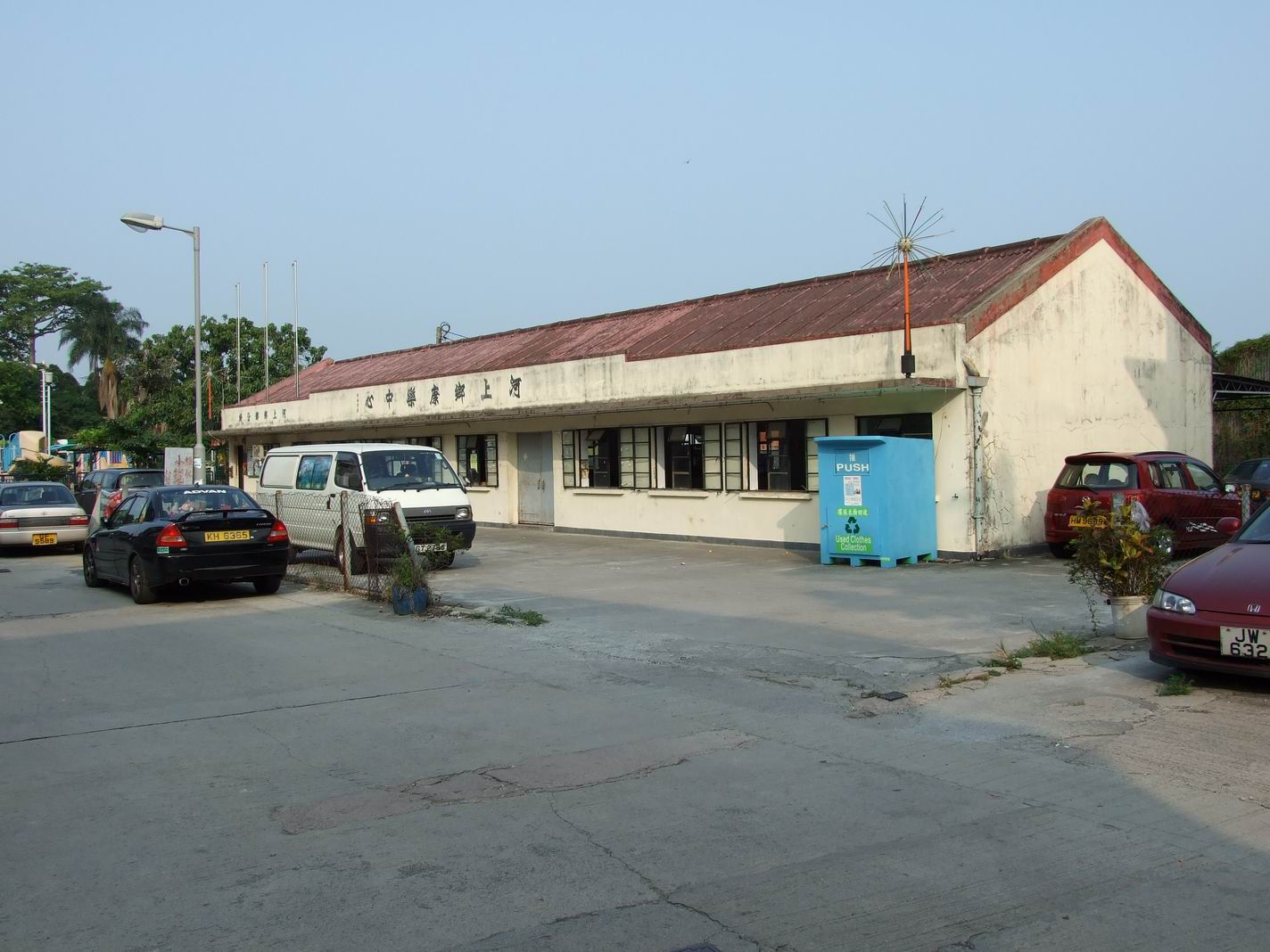
河上鄉鄉公所及康樂中心

河上鄉（英語：Ho Sheung Heung）是香港的一條鄉村，位於香港新界北區上水以西，鄰近塱原濕地、雙魚河及古洞北，屬於上水區鄉事委員會範圍。該村由侯姓族人於明朝初重建，侯氏更發展為新界五大氏族之一，該村至今仍有人居住。
河上鄉內的居石侯公祠是村內的地標建築，更被列為香港法定古蹟。村內還有洪聖古廟及排峰古廟等歷史建築。
河上鄉村位於鴻淘荳品廠對面之河溪學校（小學），現已荒廢；校內設有石屎水泥／混凝土（紅毛泥，客家話用語）籃球場。鴻淘荳品廠旁邊之區域市政局遺產（早期由市政總署負責建造）——鄉郊旱廁（編號：N-9），於2007年完成翻新改建工程，成為設有坐廁之水廁。
河上鄉鄰近的金錢村、燕崗村和丙崗村均爲與河上鄉侯氏同宗之村落。

## 著名景點
- 居石侯公祠
- 洪聖古廟
- 排峰古廟

## 知名人士
- 侯志強：現任上水區鄉事委員會主席、北區區議會當然議員、新界鄉議局當然執行委員及惠州政協委員。
- 侯金林：民建聯成員，曾任北區區議會上水鄉郊區議員及北區區議會副主席。
- 侯曉彤：民主派人士、女性政治人物，北區連線成員。曾參與2019年香港區議會選舉。侯曉彤的家人及其所持有的土地曾捲入侯志強非法傾倒泥頭事件，她批評鄉黑勾結文化，期望通過選舉將民主的聲音帶進議會，改善鄉村區域現存的問題。[2]

## 區議會議席分佈
由於河上鄉人口不足以成為一個區議會選區，所以往往跟鄰近的古洞、雙魚河沿線及羅湖等鄉村範圍劃為同一個選區。
| 範圍／年度 | 2000-2003    | 2004-2007    | 2008-2011    | 2012-2015    | 2016-2019    | 2020-2023    |
| ---------- | ------------ | ------------ | ------------ | ------------ | ------------ | ------------ |
| 整個河上鄉 | 上水鄉郊選區 | 上水鄉郊選區 | 上水鄉郊選區 | 上水鄉郊選區 | 上水鄉郊選區 | 上水鄉郊選區 |